# 織田秀和
織田 秀和（おりた ひでかず、1961年4月22日 - ）は、日本の実業家、元サッカー選手（MF）。広島県広島市佐伯区出身。日本プロサッカーリーグ（Jリーグ）・ロアッソ熊本のゼネラルマネジャー（GM）。

## 来歴

### 現役時代
広島大学附属中学校入学後からサッカー班に所属し、進学した広大付属高でもプレーした。1979年宮崎国体サッカー少年の部広島県国体選抜メンバー。広大付属サッカー班の3年後輩に河野俊嗣がいる。
筑波大学卒業。筑波大学蹴球部では松田浩が1年先輩、同期に風間八宏・鈴木淳・望月一頼、一年後輩に小野剛がいる。
1984年、地元企業のマツダ入社、マツダSC（現サンフレッチェ広島F.C）に所属する。松田と望月、白石聡は同期入団にあたる。この年からマツダSCはJSL2部に降格し、ハンス・オフトが事実上の監督に就任すると、織田はオフトに守備的なミッドフィールダーとして鍛えられることになり、高橋真一郎や信藤克義、小林伸二や中村重和、猿沢茂やハーフナー・ディド、木村孝洋や松田・風間らとともに中心選手として活躍した。1987年には、天皇杯決勝進出に貢献した一方で、1度のJSL2部降格と2度のJSL1部昇格を経験している。JSL1部昇格した1991年3月に現役引退。
織田は自身のプレースタイルを、熱い気持ちを前面に出す選手だったと評している。当時若手の一人で同ポジションだった森保一は、織田が当時オフトから日本代表クラスの能力があると評価されていたこと、そして森保にとって目標の選手の一人だったことを述べている。

### 広島スタッフとして
引退後はサッカー指導者ではなく、いわゆる裏方として活躍した。1991年11月に今西和男以下4人でマツダSCのプロ化に向けサンフレッチェ広島設立準備室を設置しているが、この時点では織田はサンフレッチェ広島に絡んでいない。
1992年4月、マツダからサンフレッチェ広島に出向、つまり広島創設時からのスタッフの一人である。以降は広島強化部の一員として、現場マネージャーやスカウトとして活躍した。
2001年、広島強化部長に就任した。この年から、広島は今後地方クラブが生き残る手段としてクラブ全体のサッカースタイルをより攻撃的で魅力的なものへと模索し始めた年であり、その中で広島アカデミー(育成組織)を充実させている。この間、広島は2度のJ2降格・2度の（1年での）J1昇格・2度のJ1優勝。
なお織田が強化部長となった2001年当時のゼネラルマネージャー（チーム強化部門の実質的なトップ）は専務の今西和男で、2003年から2006年2月までGMは高田豊治が担当しており、織田が実質的なトップとなったのは2006年2月以降の小野剛/望月一頼/ミハイロ・ペトロヴィッチ/森保一の4人の監督時代で、つまりペトロヴィッチをスカウトしその後森保へのバトンタッチを行ったのは織田である。特に2度目の降格である2007年は、責任を取る形で織田も含め久保允誉社長以下常勤取締役はすべて退任したものの、織田自身は強化部長として引き続き在籍、更にペトロヴィッチにも責任を取らせず留任という異例の決断が行われたが、これは後に評価されることになる。2014年には日本サッカー協会から原博実の後任として技術委員長のオファーをされたが固辞している。
2015年2月、第18回統一地方選挙にて執行される広島市長選挙にて小谷野薫社長が立候補することになり退任、それに伴い急遽サンフレッチェ広島代表取締役社長に就任する。マツダ出身社長としては信藤整以来17年ぶり、選手出身でスタッフとしても生え抜きの人物としては初の社長になる。2017年、チームが降格圏付近に低迷したこともあり、3年任期の満期を迎えて社長を退任した。

### 熊本スタッフとして
2017年12月11日、2018年よりロアッソ熊本のゼネラルマネージャーに就任する。2018年シーズンの編成には広島からの了解を得た上で関わっている。

## 略歴
- 1977年 広島大学附属高等学校入学
- 1980年 筑波大学入学
- 1984年4月 マツダ入社
  - 1984年 - 1991年 : マツダSC所属
- 1992年4月 マツダからサンフレッチェ広島へ出向、強化部所属
- 2001年1月 サンフレッチェ広島強化部長就任（マツダから出向扱い）
- 2001年3月 マツダ退社、サンフレッチェ広島転籍
- 2004年4月 サンフレッチェ広島取締役強化部長
- 2007年12月 サンフレッチェ広島取締役退任、強化部長職
- 2015年2月 サンフレッチェ広島代表取締役社長
- 2018年1月 ロアッソ熊本ゼネラルマネージャー

## 個人成績
| 国内大会個人成績 | 国内大会個人成績 | 国内大会個人成績 | 国内大会個人成績 | 国内大会個人成績 | 国内大会個人成績 | 国内大会個人成績 | 国内大会個人成績 | 国内大会個人成績 | 国内大会個人成績 | 国内大会個人成績 | 国内大会個人成績 |
| 年度             | クラブ           | 背番号           | リーグ           | リーグ戦         | リーグ戦         | リーグ杯         | リーグ杯         | オープン杯       | オープン杯       | 期間通算         | 期間通算         |
| 年度             | クラブ           | 背番号           | リーグ           | 出場             | 得点             | 出場             | 得点             | 出場             | 得点             | 出場             | 得点             |
| 日本             | 日本             | 日本             | 日本             | リーグ戦         | リーグ戦         | JSL杯            | JSL杯            | 天皇杯           | 天皇杯           | 期間通算         | 期間通算         |
| ---------------- | ---------------- | ---------------- | ---------------- | ---------------- | ---------------- | ---------------- | ---------------- | ---------------- | ---------------- | ---------------- | ---------------- |
| 1984             | マツダ           |                  | JSL2部           |                  |                  |                  |                  |                  |                  |                  |                  |
| 1985             | マツダ           |                  | JSL2部           |                  |                  |                  |                  |                  |                  |                  |                  |
| 1986-87          | マツダ           |                  | JSL1部           |                  |                  |                  |                  |                  |                  |                  |                  |
| 1987-88          | マツダ           |                  | JSL1部           |                  |                  |                  |                  |                  |                  |                  |                  |
| 1988-89          | マツダ           |                  | JSL2部           |                  |                  |                  |                  |                  |                  |                  |                  |
| 1989-90          | マツダ           |                  | JSL2部           | 19               | 1                | 2                | 0                |                  |                  |                  |                  |
| 1990-91          | マツダ           | 20               | JSL2部           | 27               | 0                | 2                | 0                |                  |                  |                  |                  |
| 通算             | 日本             | 日本             | JSL1部           | 41               | 2                |                  |                  |                  |                  |                  |                  |
| 通算             | 日本             | 日本             | JSL2部           |                  |                  |                  |                  |                  |                  |                  |                  |
| 総通算           |                  |                  |                  |                  |                  |                  |                  |                  |                  |                  |                  |

## エピソード
親族
父親は広島大学附属高校サッカー班に所属したサッカー選手で、長沼健・木村現・樽谷恵三・古川能章の1期下にあたる。
叔父の織田輝明も広大付属サッカー班出身のFWで大橋謙三らとともに1953年全国高校サッカー選手権優勝に貢献、進学した早稲田大ではア式蹴球部の主力FWとして大橋や八重樫茂生らと共に1955年度インカレ優勝に貢献した名選手。
望月暫定起用とペトロヴィッチ招集
2006年2月、当時広島強化部長の織田はジェフユナイテッド市原・千葉から選手を借りるために、千葉のトルコ・アンタルヤキャンプ訪問。その時にイビチャ・オシムを表敬訪問していたペトロヴィッチと会う。その時は軽く挨拶した程度で終わった。
同年4月18日、広島は小野剛監督が辞任し望月一頼（暫定）監督就任。2006年のJリーグでチーム作りに失敗した小野は強化部に辞任を告げ、強化部はこれを受け入れた。そこで強化部内で話し合いが行われ2006 FIFAワールドカップ開催期間中だけの暫定監督起用と後の新監督招集を決め、織田が当時コーチだった望月に暫定監督就任を要請した。平行して強化部は新監督候補として、イワン・ハシェック、トニーニョ・セレーゾ、日本人数名（名前明かされず）らをリストアップ。その後1ヶ月に渡り、強化部は交渉。まずハシェックと交渉し好感触を得て本人とは合意するも、ハシェックの家族の了解が取れず、断念。次にセレーゾと交渉するも、本人とコーチ数人分の高額な契約金が発生するため、断念。
2人とも交渉失敗し八方塞となっていたところへ、祖母井秀隆から2人紹介される。一人がアマル・オシム、もう一人がペトロヴィッチだった。アマルは同時期に千葉の監督に内定したため、広島はペトロヴィッチにオファーを出した。これにペトロヴィッチはイビチャ・オシムやズデンコ・ベルデニックへ電話、Jリーグや広島の評価を聞き、この時点でオファーを受けるつもりだったと後に話している。
6月2日、織田は会談へ出発。初会談の食事会に、ペトロヴィッチは夫人同伴で出席。その後2時間ほどサッカー観など話し合い、大筋で合意。この時に通訳として二者の間に入ったのが杉浦大輔。同月7日、契約合意。同月14日、ペトロヴィッチはランコ・ポポヴィッチコーチと共に来日、その足で練習参加、その後就任記者会見を行った。
森保起用
2011年11月、長年監督を務めたペトロヴィッチとの契約更新をせず、次の監督を探すことになった。その中で、ペトロヴィッチのサッカーを継承および調整し、広島の現状のクラブ方針を把握しているOBを登用することになり、森保を起用している。
その他
仲間に振舞っていたバーベキューにハマり、日本バーベキュー協会認定初級バーベキューインストラクター資格を習得している。2015年3月22日J1リーグ戦において、牛タンの「オリタン串」を自ら焼き販売している。

## 参考資料
- 『1990-1991JSLイヤーブック』日本サッカーリーグ編、南雲堂、1990 ISBN 4-523-31032-7
- 『1991-1992JSLイヤーブック』日本サッカーリーグ編、南雲堂、1991 ISBN 4-523-31033-5
- 『日本サッカーリーグ全史』日本サッカーリーグ、1993
- “織田秀和　新代表取締役社長　就任記者会見”.   サンフレッチェ広島 (2015年2月20日). 2015年2月21日閲覧。